# Lutipri
Lutipri – prawdopodobnie założyciel dynastii królewskiej w starożytnym państwie Urartu. W języku ormiańskim imię Lutipri oznacza „rozpowszechniać władzę”. Istnieją przypuszczenia, że imię Lutipri ma korzenie huryckie, co by potwierdzało teorię o huryckim pochodzeniu plemion Urartu.
W połowie IX wieku p.n.e. na terenie niegdysiejszego Urartu trwał proces zjednoczenia plemion Nairi, a Lutipri i Aram przypuszczalnie stali na czele dwóch plemion. Walkę o przejęcie władzy zwierzchniej wygrał szczep Lutipriego. Pozostaje niejasnym, czy po śmierci Arama a przed rozpoczęciem rządów Sarduriego I około roku 844 p.n.e. Lutipri panował jako król zjednoczonych plemion Nairi.